# مات أومالي
مات أومالي (بالإنجليزية: Matt O'Malley)‏ هو سياسي أمريكي، ولد في 20 سبتمبر 1979 في الولايات المتحدة. حزبياً، نشط في الحزب الديمقراطي.

## وصلات خارجية
- الموقع الرسمي